# چاتمونگکل روانتاناروت
چاتمونگکل روانتاناروت (تایلندی: ฉัตรมงคล เรืองฐณโรจน์؛ زادهٔ ۹ مهٔ ۲۰۰۲) بازیکن فوتبال است.
وی همچنین در تیم‌های ملی فوتبال زیر ۲۳ سال تایلند و تایلند بازی کرده‌است.